# Pseudodifflugiidae
Pseudodifflugia một chi thuộc ngành Cercozoa.
Nó được mô tả vào năm 1845.